# آدریان ووینی
 آدریان ووینی (انگلیسی: Adrian Voinea؛ زاده ۶ اوت ۱۹۷۴) یک تنیس‌باز اهل رومانی است.